# Jean Rolland (homme politique)
Pour les articles homonymes, voir Jean Rolland et Rolland.
 Jean Louis Emile Rolland (Saint-Ghislain, 6 avril 1909 - Saint-Ghislain,1956), est un professeur et un homme politique socialiste du PSB.
Né à Saint-Ghislain en 1909, diplômé régent littéraire en 1930, il devient professeur dans l’enseignement technique et à l’École normale de l’État de Mons. Professeur agrégé, il est nommé fonctionnaire au Ministère de l’Instruction publique où il s’occupe de l’enseignement technique, il publie en 1947 une « introduction à l’étude de la pédagogie ». En février 1949, il est nommé  professeur ordinaire à l’Institut agronomique de l’Etat de Gembloux.
Passionné d’histoire régionale, Jean Rolland publie divers ouvrages sur l’histoire locale, en particulier en 1937 sur «l’Abbaye de Saint-Ghislain avant 1789» et en 1941 « Images d'autrefois : à l'ombre du beffroi : Baudour, Quaregnon, Saint-Ghislain »
Spécialiste des questions d’enseignement au sein du PSB, il est attaché en 1946-1947 au cabinet du ministre socialiste de l’Instruction publique Herman Vos puis est directeur de cabinet de Camille Huysmans (1947-1949). 
Il est élu sénateur coopté en juillet 1949, son admission comme sénateur se heurte à l’opposition de la droite catholique qui estime son mandat incompatible avec sa charge de professeur ordinaire dans une institution d'enseignement de l'Etat. Obligé de démissionner de cette dernière fonction pour prêter serment comme sénateur, il sera nommé à nouveau professeur ordinaire en 1951 à la suite d'une modification des incompatibilités légales. Jean Rolland se consacre aux questions d’enseignement en qualité de membre de la commission de l’Instruction publique. Il publie en 1951 à l’institut Emile Vandervelde « Un bilan nécessaire : notre enseignement » où il critique la politique menée par les gouvernements catholique homogène depuis 1950.
Conseiller communal, il est nommé Bourgmestre de Saint-Ghislain en 1952, il réorganise l’enseignement primaire et l’École industrielle et commerciale de sa commune. Il meurt prématurément en mai 1956, à l’âge de 47 ans. Il sera remplacé comme sénateur coopté par Marcel Busieau.
Une cité et une école de Saint-Ghislain portent son nom.

## Sources
- notice biographique par D. Van Overstraeten dans « Le Grand Saint-Ghislain » à travers les siècles. Catalogue de l’exposition organisée par le Cercle d’histoire et d’archéologie de Saint-Ghislain, Saint-Ghislain, 1980, p. 212-217.
- Annales parlementaires, Sénat, session extraordinaire de 1949, séances du 26 juillet 1949 et 16 aout 1949.